# Таннелтон (Західна Вірджинія)
Таннелтон (англ. Tunnelton) — місто (англ. town) в США, в окрузі Престон штату Західна Вірджинія. Населення — 296 осіб (2020).

## Географія
Таннелтон розташований за координатами 39°23′34″ пн. ш. 79°44′48″ зх. д. / 39.39278° пн. ш. 79.74667° зх. д. (39.392886, -79.746578).  За даними Бюро перепису населення США в 2010 році місто мало площу 0,87 км², уся площа — суходіл.

## Демографія
Згідно з переписом 2010 року, у місті мешкали 294 особи в 110 домогосподарствах у складі 74 родин. Густота населення становила 339 осіб/км².  Було 117 помешкань (135/км²).
Расовий склад населення:
| - 99,0 % — білих - 0,3 % — чорних або афроамериканців |

До двох чи більше рас належало 0,7 %. Частка іспаномовних становила 0,7 % від усіх жителів.
За віковим діапазоном населення розподілялося таким чином: 25,5 % — особи молодші 18 років, 61,6 % — особи у віці 18—64 років, 12,9 % — особи у віці 65 років та старші. Медіана віку мешканця становила 38,0 року. На 100 осіб жіночої статі у місті припадало 92,2 чоловіків;  на 100 жінок у віці від 18 років та старших — 82,5 чоловіків також старших 18 років.
Середній дохід на одне домашнє господарство  становив 48 640 доларів США (медіана — 46 042), а середній дохід на одну сім'ю — 54 370 доларів (медіана — 52 969). За межею бідності перебувало 12,8 % осіб, у тому числі 13,8 % дітей у віці до 18 років та 9,5 % осіб у віці 65 років та старших.
Цивільне працевлаштоване населення становило 119 осіб. Основні галузі зайнятості: роздрібна торгівля — 27,7 %, освіта, охорона здоров'я та соціальна допомога — 21,8 %, науковці, спеціалісти, менеджери — 11,8 %, транспорт — 8,4 %.